# Битва при Блуменау
Битва при Блуменау состоялась 22 июля 1866 года во время австро-прусско-итальянской войны.

## Перед сражением
Позиция австрийской бригады Монделя находилась впереди Пресбурга; центр её составляли деревня Блуменау (ныне район Братиславы) и выемка для проходящей здесь железной дороги; правый фланг примыкал к лесистым высотам; левое же крыло, прикрытое отчасти насыпью железной дороги, тянулось по открытой возвышенности до горы Тебнер-Когель.
Фронтальная атака этой позиции с равнины между Нойдорфом и Штампфеном была весьма трудна. Обход левого крыла значительными силами возможен только по дороге от Нойдорфа в Пресбург, но этот путь почти на всём протяжении представляет узкое дефиле, удобно и с успехом обстреливаемое с правого берега Дуная. Правое же крыло можно было обойти по многим, хотя и плохим дорогам в Пресбург по южным отрогам Малых Карпат.
Бригада Монделя заняла эту позицию ещё 20 июля. 21-го прибыли в Пресбург части 2-го корпуса; из них бригады Генрикеца и принца Вюртембергского тотчас были двинуты на поддержку Монделя. В тот же день к позиции австрийцев подошёл генерал Франзецкий (18 с половиной батальонов, 24 эскадрона и 78 орудий). Из рекогносцировки он убедился в трудности фронтальной атаки, а потому решил производя с фронта демонстративную атаку, двинуть 15-ю пехотную бригаду фон Бозе (6 батальонов) в обход правого фланга австрийцев.

## Ход сражения
Сражение началось 22 июля в 6:00 артиллерийской дуэлью. В 7:30 Франзецкий получил телеграмму из штаба 1-й армии о том, что с полудня начнётся перемирие. Желая воспользоваться временем, остающимя до наступления этого момента, и, если возможно, овладеть Пресбургом, Франзецкий, не дожидаясь обхода Бозе, приступил к атаке на бригаду Монделя, сосредоточив основные усилия на левом фланге. Это атака окончилась неудачно, благодаря сильной австрийской позиции и своевременному введению в бой частей бригады Генрикеца.
Обходное движение Бозе обнаружилось около 10:00. Первые действия его были успешны: 71-й прусский полк оттеснил к железнодорожному вокзалу 2-й батальон Бельгийского полка, но своевременное прибытие частей бригад принца Вюртембергского, Генрикеца и Саффрано и здесь остановило пруссаков.
В 12:00 сражение прекратилось.

## Итоги сражения
Австрийцы потеряли 489 человек убитыми и ранеными, пруссаки — 207.